# Enulius flavitorques
Enulius flavitorques är en ormart som beskrevs av Cope 1868. Enulius flavitorques ingår i släktet Enulius och familjen snokar.
Arten förekommer från södra Mexiko över Centralamerika till Colombia och Venezuela. Honor lägger ägg.

## Underarter
Arten delas in i följande underarter:
- E. f. flavitorques
- E. f. sumichrasti
- E. f. unicolor